# Hirina

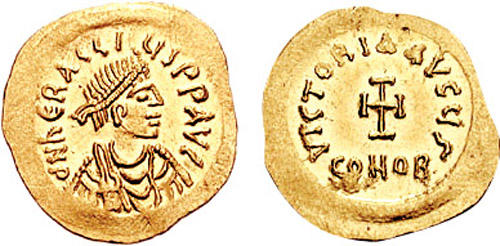
Tremisse do imperador Heráclio r.

Hirina ou Hirena foi uma cidade romana do norte da África situada na província de Bizacena, no atual sul da Tunísia. Nada se sabe sobre a cidade, exceto suas citações em registros eclesiásticos. Três de seus bispos são conhecidos: Tertuliano, que esteve presente na conferência de Cartago em 311, Sáturo, que fora exilado em 484 pelo rei vândalo Hunerico (r. 477–484) com outros bispos africanos, e Teodorico, que em 641 assinou a carta do Concílio de Bizácio para Constantino, filho do imperador bizantino Heráclio (r. 610–641), contra o monotelismo. Atualmente é reconhecida como uma sé titular católica.